# Прощаков, Ипполит Александрович
Ипполит Александрович Прощаков, рус. дореф. Иппол. Алдр. Прощаковъ (25 августа 1848, с. Старочеркасская — 9 мая 1911, Новочеркасск) — русский земский врач Черкасского округа (области Войска Донского). Кавалер ордена Св. Станислава (1894) за борьбу с эпидемией холеры.

## Биография
Родился 13 (25) августа 1848 года в станице Старочеркасская, бывшей столице Донского казачества. Его отец, Александр Данилович Прощаков, сын священника Донской Епархии из станицы Большанское, Земли Войска Донского. Он окончил Воронежскую духовную семинарию в 1843 году, по 2 разряду, автор стихов (1843). Он был направлен обратно в Донскую Епархию, где служил в станице Старочеркасская.

### Образование
Начальное образование получил в Воронежской духовной семинарии. В 1867 году был переведён в Среднее отделение «по первому разряду».
Затем учился в Донской духовной семинарии.
Обучавшиеся «по первому разряду» по специальному распоряжениям Святейшего Синода могли отправиться среди лучших студентов в духовные, медицинские или военные академии для продолжения обучения.
В 1873—1878 годах учился на Медицинском факультете Императорского Харьковского университета, получил специальность «лекарь и уездный врач».

### Работа врачом
Начал работать младшим врачом Управления 3-го военного отдела. В 1878 году был определён по военному ведомству во временный врачебный запас армии по Харьковскому военному округу.

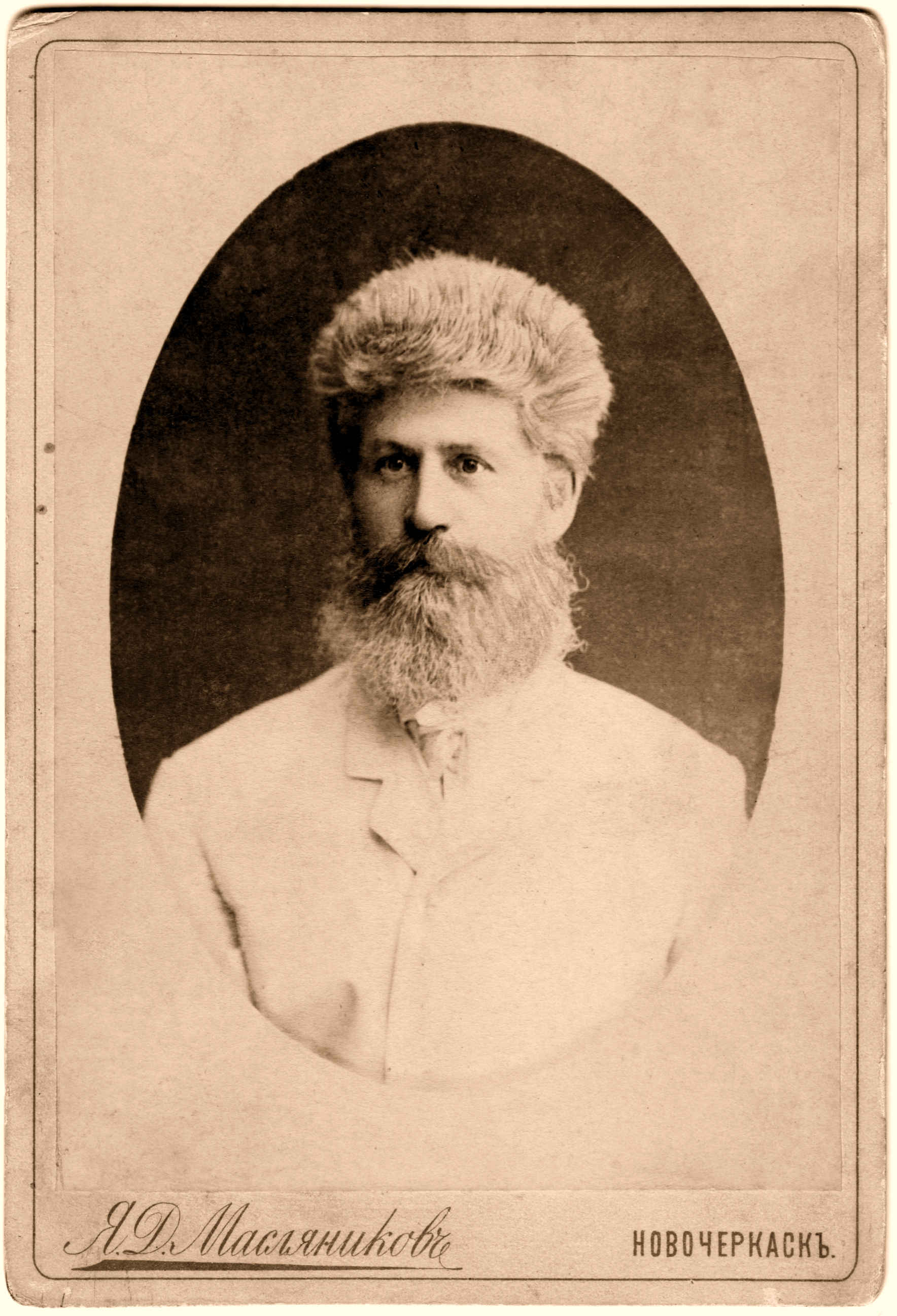
И. А. Прощаков, 1890-е гг.

1879—1894 — Земский врач Черкасского округа Области войска Донского.
Работал при станице Аксайская, принял активное участие в организации Аксайской комиссии народных чтений и библиотеки
В 1894-1909 годах работал врачом училищной больницы Донского Епархиального женского училища (в том числе при амбулатории). Работал по адресу: Новочеркасск, Воспитательная улица, дом № 1а (современная Улица Фрунзе (Новочеркасск)).
С 1897 года читал лекции «О подании первой помощи в несчастных случаях».
В 1902 году — врач в Донском Епархиальном женском училище в Новочеркасске. Дополнительно еженедельно преподавал медицину в училище с 1903 года.
Во время Первой мировой войны Новочеркасск стал медицинским центром, в Епархиальном училище был развёрнут госпиталь.
В 1910 году работал врачом в Донском среднем сельско-хозяйственном училище

### Последние годы жизни

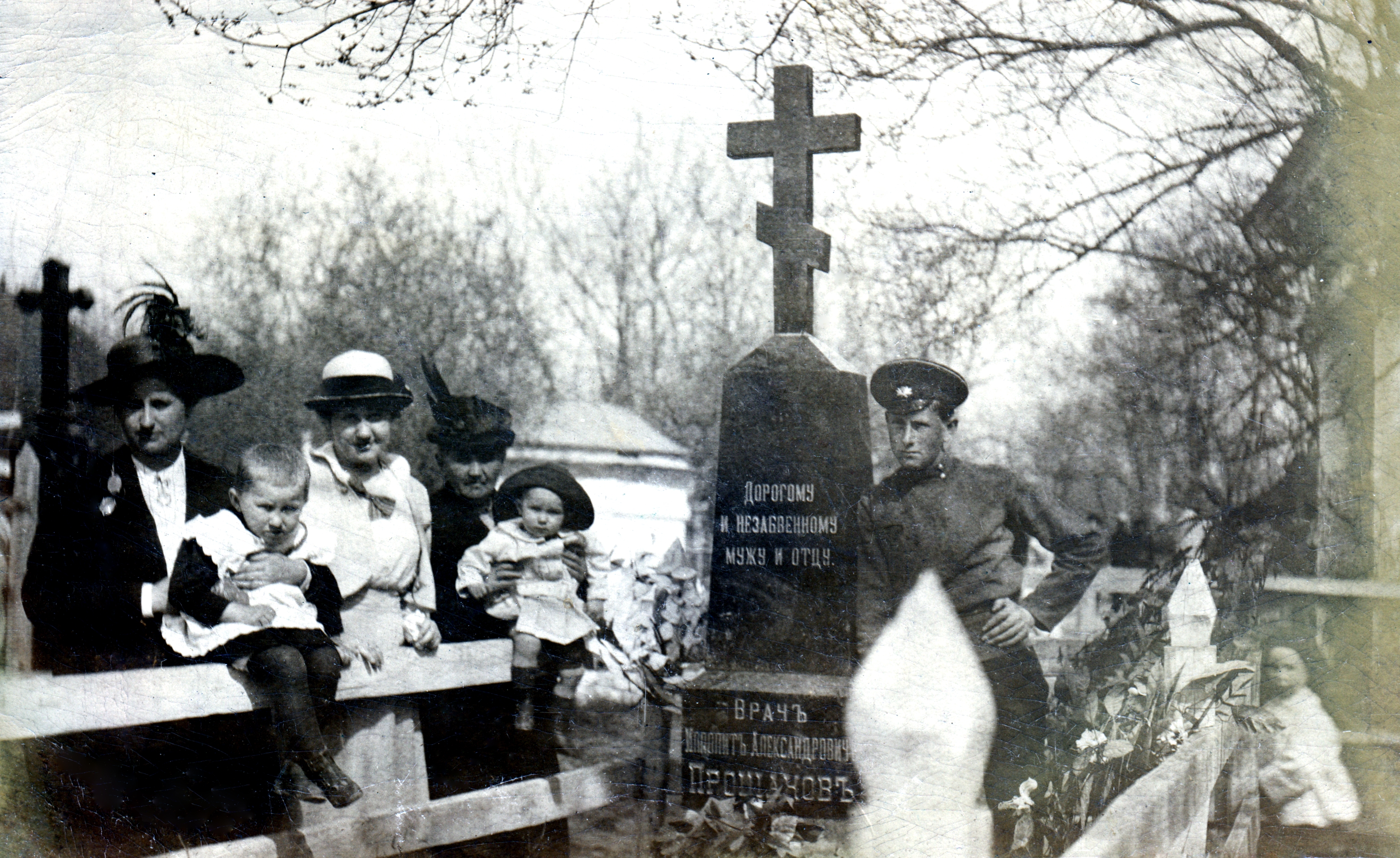
Семья (дети и внуки) у могилы И. А. Прощакова. Городское кладбище (Новочеркасск), 1915 г.

В 1910 году проживал и принимал больных по адресу: Новочеркасск, Кадетскій переулок (современная Улица Кривошлыкова (Новочеркасск), Центральный район (Первомайский), рядом Баклановский проспект), дом 2.
Скончался в Новочеркасске от инфлюэнции 26 апреля (9 мая) 1911 года, похоронен в городе Новочеркасск на Дмитриевском кладбище (современное «Старом кладбище») у храма во имя св. Димитрия Солунского, построенного в 1810 году.
В 1992 году его историческая могила была забетонирована массивной плитой (объёмом несколько кубометров), с табличкой «Оглы».

## Награды и чины
1894 — Орден Святого Станислава 3-й степени, за труды по прекращению холерной эпидемии 1892 года в Черкасском округе.
- 1885 — титулярный советник;
- 1887 — коллежский асессор;
- 1888 — надворный советник;
- 1890 — коллежский советник, соответствовал чинам армейского полковника.

## Членство в организациях
Входил в Общество донских врачей, учреждённое в 1871 году для изучения области в медицинском и санитарном отношении и подачи нуждающимся медицинской помощи. Оно находилось по адресу: Новочеркасск, Московская улица, дом 44.
В 1909—1911 годах был редактором ежемесячного иллюстрированного журнала Донского общества пчеловодства «Степное пчеловодство»

## Семья

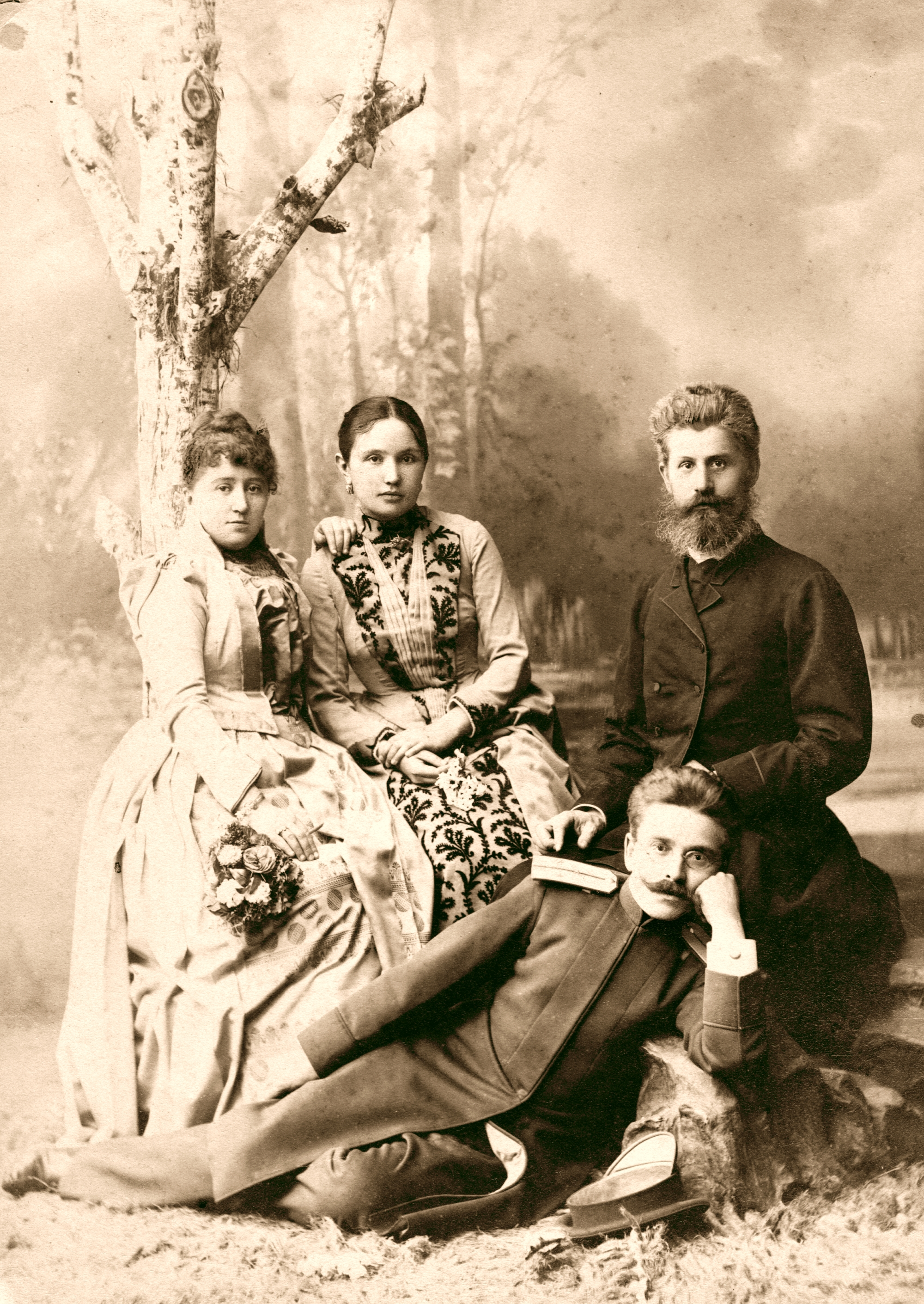
Елизавета Ивановна и Ипполит Александрович Прощаковы, 1880-е гг.

Был женат на дочери есаула Елизавете Ивановне Прохоровой (около 1860—1944), имел 5 детей:
Дочь — Александра (14 (26) июля 1885—196?), окончила Новочеркасский Мариинский Донской институт благородных девиц. В 1910 году работала надзирательнецей в Первом Новочеркасском женском классном училище.
- муж — Бабкин, Фёдор Иванович (1887—1920) — казачий полковник, организатор Круга спасения Дона (1918).
  - дочь — Елизавета (1912—2000), сын Пётр (1938—1979) — учёный.
  - сын — Александр (1914—2000) — спортивный деятель, 2 дочери (Вита, Ира).

Дочь — Зинаида (род. 2 (14) ноября 1888) — певица в Мариинском театре.
- муж — Тимков, Пётр Иванович, детей нет.

Дочь — Надежда (род. 24 марта (5 апреля) 1895)
- муж — Сербинов, Владимир Иванович (1892—1944) — инженер.
  - старший сын — Александр (рано умер).
  - сын — Кирилл (19.07.1925 — 2.11.2013), 3 дочери (Елена, Надежда, Наталья).
  - дочь — Ксения (1931 — 15.02.1980), детей нет.

Сын — Николай (род. 23 декабря 1898 (4 января 1899) — студент Алексеевского Донского Политехнического Института (1918), умер в 21 год от энцефалита), детей нет.
Дочь — Наталия (8 (21) сентября 1902 — 1969), детей нет.

### Брат
Брат — Прощаков, Пётр Александрович — машинист паровоза на Северо-Кавказской железной дороге, его дети: Екатерина, Вера, Антонина, Мария, Николай, Александр,
- Прощаков, Яков Петрович — выпускник юридического факультета Дерптского университета. В 1915 году работал Участковым мировым судьёй 8-го участка Черкасского Судебно-мирового округа[19], имел чин коллежского секретаря. Cупруга — Софья Кирилловна.
- Прощаков, Борис Петрович (1893—1952) — инженер-теплотехник, изобретатель антрацитовой газогенераторной машины в 1930-х годах (с 1950 года жил в США).